# 城山正太郎
城山 正太郎（しろやま しょうたろう、1995年3月6日 - ）は、北海道函館市出身の陸上競技選手。専門は走幅跳。

## 人物
北海道函館市にて生まれる。函館市立南本通小学校3年生の時に兄の影響を受けて地元のスポーツ少年団に入り陸上競技を始める。陸上競技を始めた当初は短距離競走を走っており、小学校5年生の時に第21回全国小学生陸上競技交流大会（男子100m）に出場した記録が残っている。
その後、函館市立本通中学校を経て、函館大学付属有斗高等学校へ進学してインターハイとインカレの100mで日本一を達成した実績がある西川康秀の指導を受けた。高校1年で短距離走から走幅跳に転向。高校時代は2年生の時に全国高等学校総合体育大会に出場しているが、予選落ちしている。
2013年に東海大学北海道に進学。大学2年（2014年）の時に第16回アジアジュニア陸上競技選手権大会（台湾・台北市）に日本代表選手として出場し、7m70（+0.7m/s）を跳んで銅メダルを獲得。続いてアメリカ合衆国・ユージーンで開催された第15回世界ジュニア陸上競技選手権大会では7m83（+2.4m/s）を跳んで銅メダルを獲得した。大学4年（2016年）の時には日本学生陸上競技個人選手権大会（平塚競技場）で7m96（+2.5m/s）を跳んで優勝した。
2017年、大学卒業と共にゼンリンへ入社。社会人となっても北海道に練習拠点を保持する。社会人2年目の2018年にはジャカルタ・パレンバアジア競技大会日本代表に選出され、本番の競技では7m98（+0.4m/s）を跳んで５位に入賞した。
2019年8月17日、『Athlete Night Games in FUKUI – FUKUI 9.98 CUP –』（福井運動公園陸上競技場）の走幅跳競技にて、橋岡優輝（日本大学）が8m32（+1.6m/s）の日本新記録を出した直後に、城山がそれまでの自己記録（8m01）を大幅に超える8m40（+1.5m/s）を跳んで日本記録を更新、この結果、森長正樹（日本大学）が1992年に記録した8m25を更新することとなった。この業績をもって、同年のアスレティックス・アワード新人賞（記者クラブ（男子））を受賞した。
2020年東京オリンピックの陸上競技男子走り幅跳び予選では、記録7m70で23位となり予選で敗退した。